# Lourdes Oyarbide Jiménez
Lourdes Oyarbide Jiménez (Egino, Asparrena, Àlaba, 8 d'abril de 1994) és una ciclista basca professional des del 2013. El 2017 es va proclamar campiona d'Espanya en contrarellotge i el 2019 d'en ruta.

## Palmarès
- 2011
  -  Campiona d'Espanya júnior en contrarellotge
- 2012
  -  Campiona d'Espanya júnior en contrarellotge
- 2015
  - 1a a la Copa d'Espanya sub-23
- 2017
  -  Campiona d'Espanya en contrarellotge
- 2019
  -  Campiona d'Espanya en ruta
  - Vencedor d'una etapa a la Volta a Burgos